# 劉肅 (東漢)
劉肅（1世纪？—125年），汉光武帝刘秀曾孙，东海恭王劉彊孙，东海靖王刘政子。為中國東汉時期藩王之一，封於東海國，諡號東海頃王，於永元十五年（103年）—延光四年（125年）在位，共23年。
永元十六年（104年），劉肅的二十一個弟弟獲封為列侯。劉肅個性謙儉，「循恭王法度」，曾經向國家捐獻錢二千萬及縑萬匹。劉肅于延光四年（125年）七月去世。
| 前任： 劉政 | 東汉東海王 103年－125年在位 | 繼任： 劉臻 |

## 延伸阅读
[在维基数据编辑]